# 費克林米爾 (喬治亞州)
費克林米爾（英語：Fickling Mill）是位於美國喬治亞州泰勒縣的一個非建制地區。該地的面積和人口皆未知。

## 地理
費克林米爾的座標為32°39′15″N 84°10′40″W / 32.65417°N 84.17778°W，而該地的平均海拔高度為116米（即381英尺）。